# Mimosa grandidieri
Mimosa grandidieri är en ärtväxtart som beskrevs av Henri Ernest Baillon. Mimosa grandidieri ingår i släktet mimosor, och familjen ärtväxter. Inga underarter finns listade i Catalogue of Life.